# Argumento de casos marginales

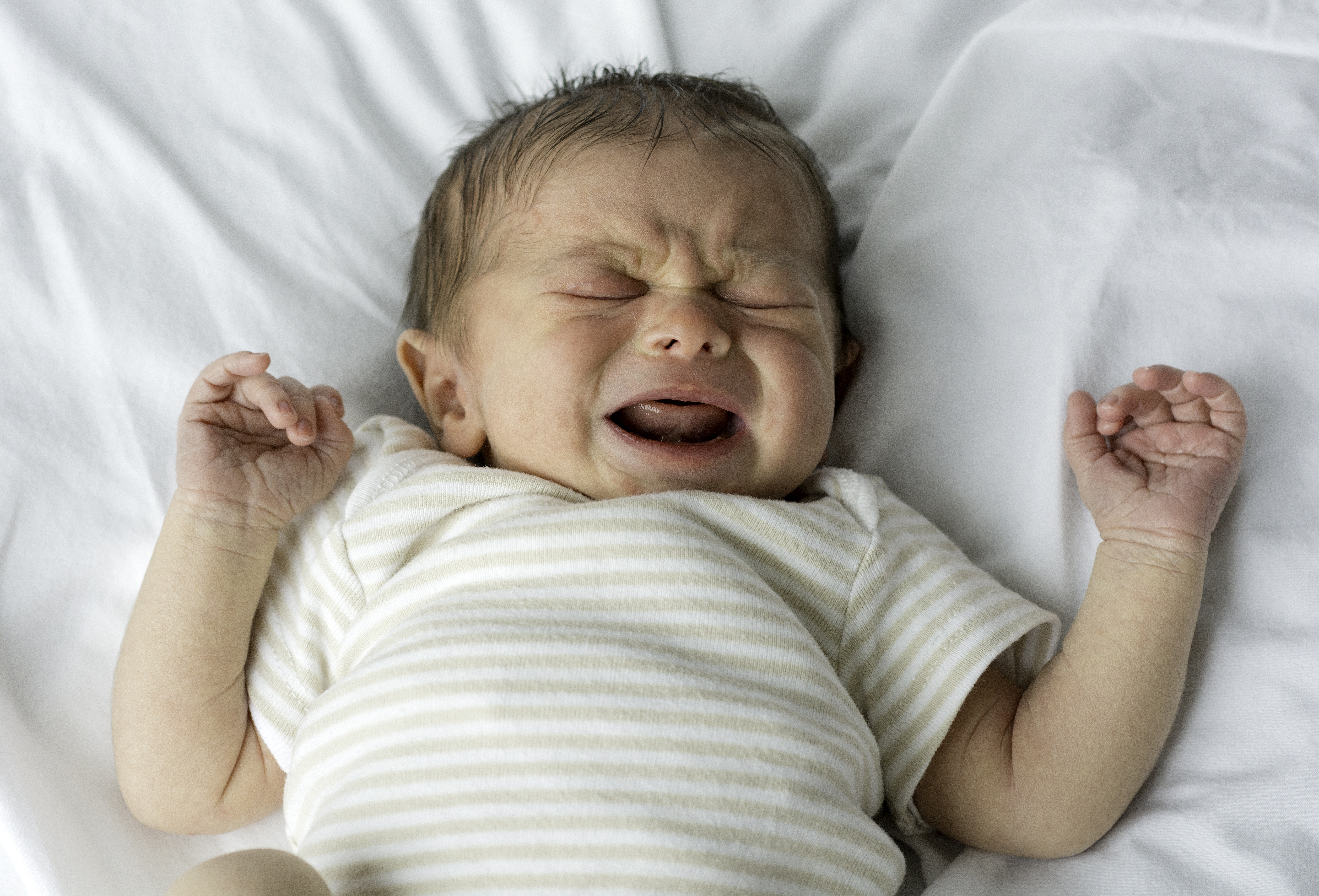
Los bebés no tienen obligaciones morales, pero sí derechos.

El argumento de casos marginales, también conocido como argumento de la superposición de especies, es un argumento sobre el estado moral de los animales no humanos. Sus defensores, los partidarios de los derechos animales, sostienen que si algunos individuos de la sociedad humana como bebés, niños, seniles, comatosos e incapaces cognitivos tienen una condición moral particular, entonces los animales no humanos deberían tener una condición moral similar, ya que no hay características morales relevantes que los diferencien. La condición moral en cuestión puede ser el derecho a no ser asesinados, torturados, o a ser tratados de una manera determinada.
El argumento de casos marginales cuestiona la existencia de alguna característica empíricamente comprobable y moralmente relevante que todos y solo los seres humanos posean, y por lo tanto trazar una distinción moral entre animales humanos y NO humanos sería discriminación especista. Dentro de muchas posiciones morales los bebés, niños o comatosos son considerados pacientes morales, en el sentido de que a pesar de no tener facultades para actuar moralmente (y por lo tanto, no entrar dentro del criterio para ser considerados miembros del grupo que se beneficia de la conducta moral del grupo), su cuidado sí trae beneficios para el grupo. Así, el cuidado de los bebés permite la subsistencia del grupo, y el cuidado de los comatosos deviene en un alivio emocional a sus familiares. No obsta a lo anterior el reconocimiento que la obligación de comportamiento moral no se limita a seres humanos, así la conducta de los miembros de un grupo se debe ajustar a las normas morales para no dañar las propiedades de los otros miembros (por ejemplo un automóvil), siempre que dicha acción conlleve un perjuicio objetivo para su propietario, cuando este tiene la calidad de agente moral.
El argumento de casos marginales es considerado por los opositores del especismo como uno de sus mejores argumentos contra el antropocentrismo y a favor del sensocentrismo como cosmovisión moral o ética.
Peter Singer introdujo una versión de este argumento en su libro Animal Liberation. La denominación «argumento de los casos marginales» se debe a Jan Narveson, defensor del especismo, mientras que la denominación «argumento de la superposición de especies» es de Óscar Horta, quien consideró que la primera no es adecuada.